# Guarne (ort)
Guarne är en ort i Colombia.   Den ligger i departementet Antioquía, i den centrala delen av landet, 240 km nordväst om huvudstaden Bogotá. Guarne ligger 2 141 meter över havet och antalet invånare är 14 270.
Terrängen runt Guarne är kuperad åt sydost, men åt nordväst är den bergig. Runt Guarne är det ganska tätbefolkat, med 248 invånare per kvadratkilometer. Närmaste större samhälle är Medellín, 13,6 km väster om Guarne. Omgivningarna runt Guarne är en mosaik av jordbruksmark och naturlig växtlighet.